# 마르타 발도
마르타 발도 마린(스페인어: Marta Baldó Marín, 1979년 4월 8일 ~ )은 스페인의 리듬 체조 선수이다. 그녀는 1996년 애틀란타 하계 올림픽 단체 종합에서 금메달을 땄다. 대표팀은 마르타, 에스텔라 기메네스, 누리아 카바닐라스, 로레나 구렌데스, 에스티발리스 마르티네스와 타니아 라마르카로 구성되었다.

## 같이 보기
- 올림픽 체조 여자 메달리스트 목록

## 참조
1. ↑  “마르타 발도”. 《SR/Olympic Sports》. Sports Reference LLC. 2012년 10월 15일에 원본 문서에서 보존된 문서. 2008년 12월 30일에 확인함.